# Graphiocephala
Graphiocephala är ett släkte av fjärilar. Graphiocephala ingår i familjen styltmalar.
Kladogram enligt Catalogue of Life:
| Graphiocephala | \| \| Graphiocephala barbitias \| \| \| \| \| \| Graphiocephala polysticha \| \| \| \| \| \| Graphiocephala strigifera \| \| \| \| |
|                | \| \| Graphiocephala barbitias \| \| \| \| \| \| Graphiocephala polysticha \| \| \| \| \| \| Graphiocephala strigifera \| \| \| \| |
|                | Graphiocephala barbitias |
|                | |
|                | Graphiocephala polysticha |
|                | |
|                | Graphiocephala strigifera |
|                | |